# Inverterad kinematik
Inverterad kinematik är i robotik uppgiften att ta reda på hur en robot ska sätta en hand eller ett verktyg i en given position, genom lämpligt val av generaliserade koordinater i de tillgängliga frihetsgraderna.